# Iris Barry
Pour les articles homonymes, voir Barry.
Iris Barry (25 mars 1895 à Birmingham - 22 décembre 1969 à Marseille) est une critique de cinéma et conservateur de musée.

## Biographie

### Jeunesse
Iris Barry est née Iris Sylvia Symes le 25 mars 1895 à Washwood Heath, dans la banlieue de Birmingham. Elle est la fille d'Anne Symes et d'Alfred Charles Crump, divorcés deux ans avant la naissance d'Iris. Malgré cette chronologie et le fait que le nom d'Alfred n'apparaisse pas sur le certificat de naissance, cette parenté est celle qui est reconnue au sein de la famille.
Après avoir été scolarisée en Angleterre, puis à Verviers en Belgique, elle réussit l'examen d'entrée à Oxford mais son intégration est différée. Après avoir voyagé en France, elle rentre à Birmingham où elle exerce différentes activités alimentaires. En parallèle à ces occupations, elle va au cinéma et écrit de la poésie, dont certains vers seront publiés dans la revue Poetry.

### À Londres (1916 - 1930)
En 1916 ou 1917, elle déménage à Londres où elle fréquentes les milieux littéraires et artistiques. C'est à cette époque qu'elle rencontre Wyndham Lewis avec qui elle aura deux enfants : un garçon en 1919, une fille en 1920. Le couple se sépare en 1921.
En mars 1924, elle rédige sa première critique de film dans The Adelphi (en). Les films qu'elle commente dans ce premier article sont Le Cabinet du docteur Caligari, Les Trois Lumières et La Rue. À partir de cette date, elle publiera de nombreuses critiques, dans The Spectator ou encore le Daily Mail. Cette activité de critique cinéma est toute nouvelle à l'époque, The Adelphi ayant ouvert sa rubrique cinéma quelques mois avant seulement par exemple.
En 1930, la chronique négative qu'elle fait dans le Daily mail du film Knowing Men déplaît au responsable du journal Lord Rothermere qui la congédie. Elle quitte alors l'Angleterre pour New York avec son mari, Alan Porter. 

### New York (1930 - 1951)
Le couple arrive à New York au début de la Grande Dépression et connaît peu de monde aux États-Unis. Iris Barry publie quelques ouvrages, y-compris comme nègre littéraire, des chroniques d'ouvrages dans la New York Herald Tribune et vit chichement avec son mari.
Sa situation s'améliore en 1932, lorsqu'elle entre au Museum of Modern Art de New York où elle deviendra, trois ans plus tard, responsable de la cinémathèque du musée (film library).
En 1941, elle devient citoyenne des États-Unis.

### Fin de vie
En 1951, Iris Barry se retire à Fayence, dans le sud de la France.
Elle meurt à Marseille le 22 décembre 1969. Elle est inhumée dans le cimetière municipal de Fayence. Le 16 octobre 2009, le maire de Fayence Jean-Luc Fabre inaugure dans sa ville la salle de spectacle Iris-Barry, en hommage à l'illustre Fayençoise.